# Monte Achilles
Il Monte Achilles (in lingua inglese: Mount Achilles) è una montagna antartica di forma piramidale, alta 2.880 m, situata sullo spartiacque tra il Ghiacciaio Fitch e il Ghiacciaio Man-o-War, che fa parte dei Monti dell'Ammiragliato, in Antartide.
La denominazione è stata assegnata dalla New Zealand Geological Survey Antarctic Expedition (NZGSAE), 1957–58, in onore della nave HMNZS Achilles della Marina militare neozelandese.